# Холодний синтез
Холо́дний си́нтез (англ. Cold fusion) — гіпотетичні реакції ядерного синтезу, які можуть проходити без достатнього для подолання кулонівського бар'єру підводу зовнішньої енергії. Нині більшість вчених визнають теорії холодного синтезу як псевдонаукові.
Відомий також під назвами низькоенергетичної ядерної реакції (LENR) та хімічно асистованої (індукованої) ядерної реакції (CANR). На сьогодні є сумніви в реальності існування цього явища.

## Історія відкриття

### Біологічна трансмутація
Перші повідомлення про процес, схожий на холодний синтез відносяться до XIX століття. Німецький натураліст Альбрехт фон Херцелє у своїй роботі «Походження неорганічних речовин» (1873 р.) виклав теорію так званої «біологічної трансмутації». Пізніше дослідження фон Херцелє не перевірялись.
Найбільш відомий дослідник біологічної трансмутації — Луі Кевран, котрий у 1935, 1955 та 1975 рр. опублікував ряд робіт з цієї теми. Пізніше виявилося, що такого автора не існувало, а викладені у його роботах результати досліджень не підтвердилися.
У 2003 році була опублікована книга В. І. Висоцького, завідувача кафедри математики і теоретичної радіофізики Київського національного університету імені Тараса Шевченка, в якій стверджувалося, що знайдені нові підтвердження «біологічної трансмутації».

### Холодний синтез у електролітичній комірці
Повідомлення про процес холодного синтезу у електролітичній комірці зробили в 1989 році Мартін Флейшман та Стенлі Понс.
За даними дослідників під час електролізу важкої води з використанням паладієвого електроду виділялося
надлишкове тепло, настільки велике, що його можна пояснити хіба що ядерним синтезом. Пізніше автори повідомили про реєстрацію незначної кількості продуктів реакції синтезу — нейтронів та тритію.
Результати подальших досліджень холодного синтезу залишаються непереконливими. Одразу ж після публікації першої роботи Флейшмана й Понса перевірка їх результатів розпочалася в усьому світі. Численні експерименти не дали однозначної відповіді на питання про існування чи неіснування явища.

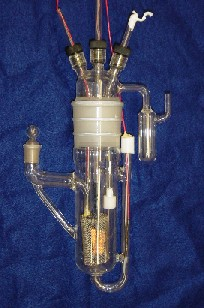
Апарат холодного синтезу що використовувався у дослідженнях Центр Систем Космічного та Морського поля бою у Сан Дієго (2005)

У 2001 році в Харкові група українських вчених теж анонсувала про вдалу спробу холодного синтезу, проте повідомлення не підтвердилося.

### Сучасний стан проблеми

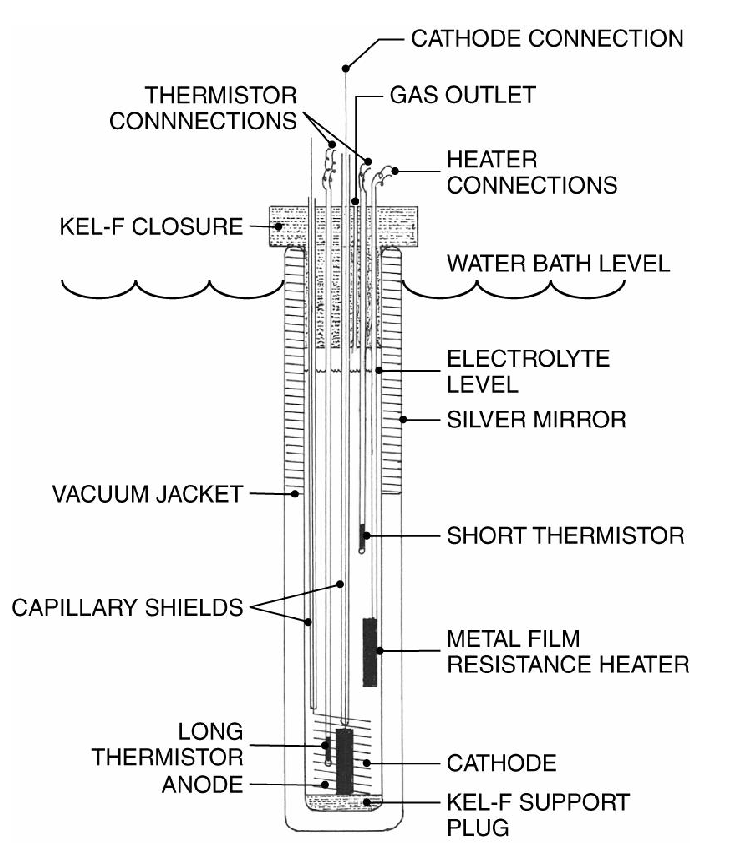
Схема Електролітичної комірки-калориметра котру використовував у своєму досліді Єсікаї Арата

З 2008 року, після публічної демонстрації досліду з електролітичною коміркою Єсікаї Аратою, з Університету Осаки дослідження феномену широким науковим загалом було поновлено. Більшість дослідників намагаються знайти альтернативне ядерному пояснення результату.
У січні 2011 року Андреа Россі (Болонья, Італія) випробував дослідну установку на реакції перетворенні нікелю в мідь за участю водню, а 28 жовтня 2011 він продемонстрував журналістам та замовнику з США промислову установку на 1 МВт.

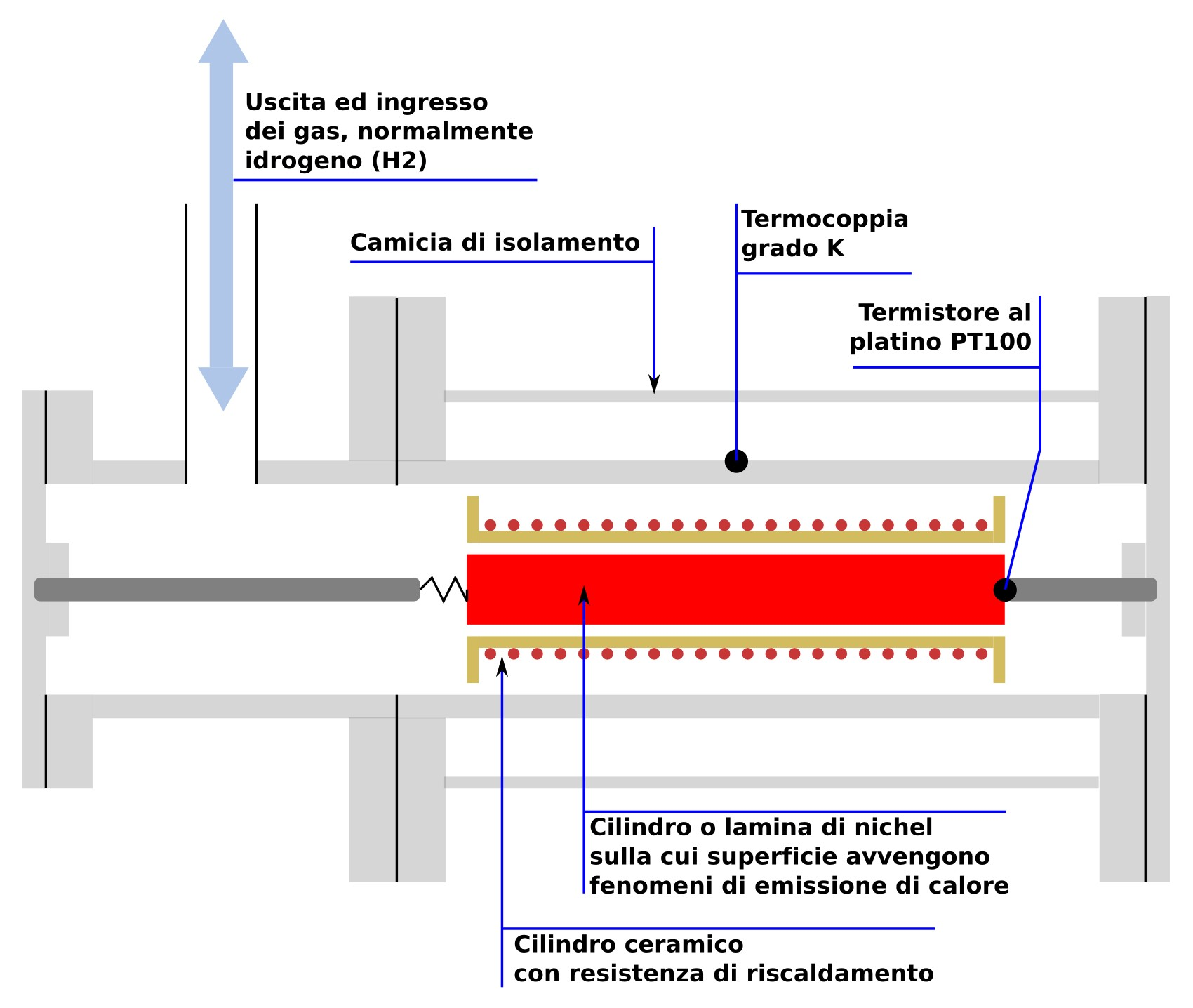
Схема реактора Россі-Фокарді

Станом на кінець квітня 2012 року три організації заявили про успішне завершення експериментів з контрольованого холодного ядерного синтезу та намір масово виробляти та продавати побутові пристрої для нагрівання води — Leonardo Corp. (USA-Italy), Defkalion Green Technologies (Greece), Brillouin Energy Corporation (USA). Leonardo Corp. вже нині пропонує поставки комерційних установок потужністю 1МВт протягом трьох місяців після попереднього замовлення, а також інформує про очікування результатів міжнародної сертифікації домашніх водонагрівачів потужністю 10 кВт для завершення будівництва та запуску фабрики потужністю 1 млн пристроїв на рік в США.

## Подробиці експериментів
Досліди з холодного ядерного синтезу зазвичай включають в себе:
- каталізатор, такий як нікель або паладій, у вигляді тонких плівок, порошку або губки;
- «робоче тіло», що містить тритій і / або дейтерій і / або водень в рідкому, газоподібному або плазмовому стані;
- «Збудження» ядерних перетворень ізотопів водню «накачуванням» «робочого тіла» енергією — за допомогою нагрівання, механічного тиску, впливом лазерного(-них) променя(-нів), акустичних хвиль, електромагнітного поля чи електричного струму.

Схема електролітичної комірки для холодного синтезу

Досить популярна експериментальна установка камери холодного синтезу складається з паладієвих електродів, занурених у електроліт, що містить важку або надважку воду. Камери для електролізу можуть бути відкритими або закритими. В системах відкритих камер газоподібні продукти електролізу залишають робочий об'єм, що ускладнює калькуляцію балансу отриманої / витраченої енергії. В експериментах із закритими камерами продукти електролізу утилізуються, наприклад, шляхом каталітичної рекомбінації у спеціальних частинах системи. Експериментатори, переважно, прагнуть забезпечити стійке виділення тепла безперервною подачею електроліту. Проводяться також досліди типу «тепло після смерті», в яких надмірне (за рахунок передбачуваного ядерного синтезу) виділення енергії контролюється після відключення струму.

### Можливий механізм реакції
Механізм реакції, найімовірніше, пов'язаний зі здатністю паладію, нікелю та багатьох інших металів поглинати водень з утворенням розчину водню в металі.
Деякі метали поглинають водень без витрати енергії, а інші — після нагрівання.
Водень, який розчиняється у металі, перебуває в атомарному стані.
Вважають, що такі атоми водню можуть, завдяки тунелюванню через кулонівський бар'єр з ненульовою ймовірністю, об'єднуватись з атомами металу чи між собою.